# Coirós (kommunhuvudort)
Coirós är en kommunhuvudort i Spanien.   Den ligger i provinsen Provincia da Coruña och regionen Galicien, i den nordvästra delen av landet, 500 km nordväst om huvudstaden Madrid. Coirós ligger 220 meter över havet och antalet invånare är 1 689.
Terrängen runt Coirós är kuperad åt sydost, men åt nordväst är den platt. Runt Coirós är det ganska glesbefolkat, med 34 invånare per kvadratkilometer. Närmaste större samhälle är Betanzos, 5,1 km nordväst om Coirós. I omgivningarna runt Coirós växer i huvudsak blandskog.